# 台北大直英迪格酒店
台北大直英迪格酒店（英語：Hotel Indigo Taipei North）位於台北市中山區大直重劃區的酒店，由永紅集團投資興建並委託洲際酒店集團以英迪格酒店品牌經營管理。為洲際酒店在台灣的第9個營業據點及第三間英迪格品牌酒店，共有149間客房，2020年1月1日試營運，2020年2月12日正式開幕。
酒店鄰近美麗華百樂園、NOKE忠泰樂生活、台北萬豪酒店和台北美福大飯店。

## Chun Place 春大直
Chun Place春大直是和英迪格酒店共構的小型購物中心，為永紅集團旗下維春公司繼台中日曜天地Outlet後所經營的第二個商場，於2020年9月開始試營運。商場建築由知名建築師姚仁喜操刀打造鸚鵡螺造型，室內空間則延攬日本設計師福島理惠規畫。商場營業面積約1,700坪，營業樓層為地上三層，引進25個品牌，包含高檔主題餐廳及居家工藝品、肉品專賣店等，戶外並有近800坪的半圓型廣場。

## 大眾運輸

### 臺北捷運
- 文湖線：劍南路站

## 外部連結
- （繁體中文）台北大直英迪格酒店 （页面存档备份，存于）
- （繁體中文）Chun Place春大直 （页面存档备份，存于）
- Chun Place春大直的Facebook專頁